# Phil Maloney
Pour les articles homonymes, voir Maloney.
Philip Francis Anthony Maloney, dit Phil Maloney (né le 6 octobre 1927 à Ottawa dans la province de l'Ontario au Canada et mort le 21 février 2020 en Colombie-Britannique[réf. nécessaire]) est un entraîneur et un joueur professionnel canadien de hockey sur glace qui évoluait au poste de centre.

## Biographie
Phil Maloney signe comme agent libre le 5 octobre 1948 avec les Bruins de Boston. Après avoir passé une première saison avec leur club-école, les Bears de Hershey dans la Ligue américaine de hockey (LAH), il rejoint les Bruins dans la Ligue nationale de hockey où il réalise une bonne saison, étant nommé pour le trophée Calder du meilleur joueur recrue de la saison fremporté finalement par son coéquipier Jack Gelineau.
L'année suivante, il ne joue que 13 matchs avec les Bruins avant d'être échangé aux Maple Leafs de Toronto avec Fern Flaman, Ken Smith et Leo Boivin contre Bill Ezinicki et Vic Lynn. Maloney joue peu avec les Maple Leafs au cours des saisons qui suivent, passant l'essentiel de sa carrière en ligues mineures. En 1954, il est vendu aux Canucks de Vancouver dans la Western Hockey League. En 1956, il est élu dans la première équipe d'étoiles de la WHL. Après un passage aux Black Hawks de Chicago et leur club-école les Bisons de Buffalo dans la LAH où il remporte le trophée Les-Cunningham du meilleur joueur de la saison, il revient dans la WHL avec les Canucks. C'est avec cette équipe qu'il termine sa carrière en 1970 après avoir remporté à trois reprises le trophée du meilleur joueur de la saison en 1956, 1962 et 1963.
Il prend sa retraite de joueur en 1970 puis devient entraîneur des Totems de Seattle dans la WHL et des Canucks qui ont intégré la LNH en 1970. Ses résultats à la tête de l'équipe étant moyens, il est remplacé au cours de la saison 1976-1977 par Orland Kurtenbach.

## Statistiques

### Joueur
| Saison     | Équipe                   | Ligue          |     | Saison régulière | Saison régulière | Saison régulière | Saison régulière | Saison régulière |    | Séries éliminatoires | Séries éliminatoires | Séries éliminatoires | Séries éliminatoires | Séries éliminatoires |
| Saison     | Équipe                   | Ligue          | PJ  | B                | A                | Pts              | Pun              | PJ               | B  | A                    | Pts                  | Pun                  |                      |                      |
| 1944-1945  | St. Pats d'Ottawa        | OCJHL          | 12  | 14               | 6                | 20               | 5                | 5                | 5  | 4                    | 9                    | 0                    |                      |                      |
| 1944-1945  | St. Pats d'Ottawa        | Coupe Memorial |     |                  |                  |                  |                  | 5                | 0  | 2                    | 2                    | 5                    |                      |                      |
| 1945-1946  | St. Pats d'Ottawa        | OCJHL          | 12  | 18               | 9                | 27               | 9                | 5                | 0  | 8                    | 8                    | 0                    |                      |                      |
| 1946-1947  | Cataractes de Shawinigan | LHSQ           | 34  | 10               | 15               | 25               | 4                | 4                | 3  | 3                    | 6                    | 0                    |                      |                      |
| 1947-1948  | Cataractes de Shawinigan | LHSQ           | 48  | 18               | 46               | 64               | 24               | 7                | 2  | 6                    | 8                    | 0                    |                      |                      |
| 1948-1949  | Bears de Hershey         | LAH            | 64  | 29               | 50               | 79               | 21               | 11               | 5  | 6                    | 11                   | 2                    |                      |                      |
| 1949-1950  | Bruins de Boston         | LNH            | 70  | 15               | 31               | 46               | 6                |                  |    |                      |                      |                      |                      |                      |
| 1950-1951  | Bruins de Boston         | LNH            | 13  | 2                | 0                | 2                | 2                |                  |    |                      |                      |                      |                      |                      |
| 1950-1951  | Maple Leafs de Toronto   | LNH            | 1   | 1                | 0                | 1                | 0                |                  |    |                      |                      |                      |                      |                      |
| 1950-1951  | Hornets de Pittsburgh    | LAH            | 54  | 13               | 23               | 36               | 14               | 5                | 2  | 0                    | 2                    | 2                    |                      |                      |
| 1951-1952  | Hornets de Pittsburgh    | LAH            | 66  | 19               | 37               | 56               | 25               | 5                | 0  | 1                    | 1                    | 0                    |                      |                      |
| 1952-1953  | Maple Leafs de Toronto   | LNH            | 29  | 2                | 6                | 8                | 2                |                  |    |                      |                      |                      |                      |                      |
| 1952-1953  | Hornets de Pittsburgh    | LAH            | 28  | 8                | 22               | 30               | 22               |                  |    |                      |                      |                      |                      |                      |
| 1953-1954  | Hornets de Pittsburgh    | LAH            | 35  | 7                | 11               | 18               | 20               |                  |    |                      |                      |                      |                      |                      |
| 1953-1954  | Sénateurs d'Ottawa       | LHQ            | 27  | 9                | 13               | 22               | 37               | 22               | 8  | 6                    | 14                   | 18                   |                      |                      |
| 1954-1955  | Sénateurs d'Ottawa       | LHQ            | 25  | 8                | 14               | 22               | 7                |                  |    |                      |                      |                      |                      |                      |
| 1954-1955  | Canucks de Vancouver     | WHL            | 37  | 16               | 27               | 43               | 9                | 5                | 2  | 2                    | 4                    | 0                    |                      |                      |
| 1955-1956  | Canucks de Vancouver     | WHL            | 70  | 37               | 58               | 95               | 14               | 15               | 8  | 7                    | 15                   | 4                    |                      |                      |
| 1956-1957  | Canucks de Vancouver     | WHL            | 70  | 43               | 55               | 98               | 8                |                  |    |                      |                      |                      |                      |                      |
| 1957-1958  | Canucks de Vancouver     | WHL            | 70  | 35               | 59               | 94               | 0                | 11               | 8  | 17                   | 25                   | 4                    |                      |                      |
| 1958-1959  | Canucks de Vancouver     | WHL            | 13  | 8                | 9                | 17               | 2                |                  |    |                      |                      |                      |                      |                      |
| 1958-1959  | Black Hawks de Chicago   | LNH            | 24  | 2                | 2                | 4                | 6                | 6                | 0  | 0                    | 0                    | 0                    |                      |                      |
| 1959-1960  | Black Hawks de Chicago   | LNH            | 21  | 6                | 4                | 10               | 0                |                  |    |                      |                      |                      |                      |                      |
| 1959-1960  | Bisons de Buffalo        | LAH            | 46  | 21               | 41               | 62               | 14               |                  |    |                      |                      |                      |                      |                      |
| 1960-1961  | Bisons de Buffalo        | LAH            | 71  | 37               | 65               | 102              | 27               | 4                | 0  | 3                    | 3                    | 0                    |                      |                      |
| 1961-1962  | Canucks de Vancouver     | WHL            | 70  | 34               | 52               | 86               | 2                |                  |    |                      |                      |                      |                      |                      |
| 1962-1963  | Canucks de Vancouver     | WHL            | 64  | 29               | 61               | 90               | 8                | 7                | 2  | 7                    | 9                    | 0                    |                      |                      |
| 1963-1964  | Canucks de Vancouver     | WHL            | 65  | 28               | 53               | 81               | 38               |                  |    |                      |                      |                      |                      |                      |
| 1964-1965  | Canucks de Vancouver     | WHL            | 69  | 29               | 52               | 81               | 18               | 5                | 1  | 5                    | 6                    | 0                    |                      |                      |
| 1965-1966  | Canucks de Vancouver     | WHL            | 65  | 22               | 51               | 73               | 16               | 7                | 5  | 8                    | 13                   | 0                    |                      |                      |
| 1966-1967  | Canucks de Vancouver     | WHL            | 72  | 17               | 49               | 66               | 42               | 8                | 1  | 6                    | 7                    | 0                    |                      |                      |
| 1967-1968  | Canucks de Vancouver     | WHL            | 72  | 22               | 46               | 68               | 6                |                  |    |                      |                      |                      |                      |                      |
| 1968-1969  | Canucks de Vancouver     | WHL            | 65  | 4                | 24               | 28               | 19               | 2                | 0  | 0                    | 0                    | 0                    |                      |                      |
| 1969-1970  | Canucks de Vancouver     | WHL            | 16  | 2                | 1                | 3                | 0                |                  |    |                      |                      |                      |                      |                      |
| Totaux WHL | Totaux WHL               | Totaux WHL     | 818 | 326              | 597              | 923              | 182              | 60               | 27 | 52                   | 79                   | 8                    |                      |                      |
| Totaux LAH | Totaux LAH               | Totaux LAH     | 364 | 134              | 249              | 383              | 143              | 25               | 7  | 10                   | 17                   | 4                    |                      |                      |
| Totaux LNH | Totaux LNH               | Totaux LNH     | 158 | 28               | 43               | 71               | 16               | 6                | 0  | 0                    | 0                    | 0                    |                      |                      |

### Entraîneur
| 1972-1973  | Totems de Seattle    | WHL        | 72  | 26 | 32  | 14 | 45,8 % | - | - | - | -      |
| 1973-1974  | Totems de Seattle    | WHL        |     |    |     |    |        |   |   |   |        |
| 1973-1974  | Canucks de Vancouver | LNH        | 37  | 15 | 18  | 4  | 45,9 % | - | - | - | -      |
| 1974-1975  | Canucks de Vancouver | LNH        | 80  | 38 | 32  | 10 | 53,8 % | 5 | 1 | 4 | 20,0 % |
| 1975-1976  | Canucks de Vancouver | LNH        | 80  | 33 | 32  | 15 | 50,6 % | 2 | 0 | 2 | 0,0 %  |
| 1976-1977  | Canucks de Vancouver | LNH        | 35  | 9  | 23  | 3  | 30,0 % | - | - | - | -      |
| Totaux LNH | Totaux LNH           | Totaux LNH | 232 | 95 | 105 | 32 | 47,8 % | 7 | 1 | 6 | 14,3 % |